# فنوی–کنمور
فنوی-کنمور (به انگلیسی: Fenway–Kenmore) یک منطقهٔ مسکونی در ایالات متحده آمریکا است که در بوستون واقع شده‌است. فنوی-کنمور ۴۰٬۸۹۸ نفر جمعیت دارد.